# روز سفید
روز سفید در ۱۴ مارس در کشورهای ژاپن، تایوان، کره جنوبی، ویتنام، هنگ‌کنگ، سنگاپور، تایلند، میانمار، کامبوج و چین جشن گرفته می‌شود.

## اعمال این روز
در عید روز سفید دخترها به پسرها و زن‌ها به مردها به نشانه عشق و محبت، احترام یا ضرورت اجتماعی هدیه شکلاتی می‌دهند. همچنین پسرانی که در روز ولنتاین از دخترها شکلات گیری‌شوکو (義理チョコ) یا هونمی‌شوکو (本命チョコ) گرفته‌اند باید در عوضش به دختر هدیه بدهند.

## منشأ
روز سفید در سال ۱۹۷۸ در ژاپن جشن گرفته شد. اتحادیه ملی شیرینی‌پزان در این روز در پاسخ به روز ولنتاین از مردان خواست به زنانی که در روز ولنتاین هدیه‌داده‌اند، هدیه بدهند.